# 松井五郎
松井 五郎（まつい ごろう、1957年12月11日 - ）は、日本の作詞家。東京都出身（生まれは岐阜県）。

## 概要
1980年のヤマハポピュラーソングコンテストに出場。当初は曲も手掛け、自らギターも弾いた。このときの入賞は逃したが、これがきっかけとなりヤマハに誘われ、1981年、CHAGE and ASKAの2枚目のアルバム『熱風』で作詞家デビューを果たす。以後、長渕剛、安全地帯、氷室京介、HOUND DOG、吉川晃司、工藤静香等といったニューミュージック、ロック系のアーティストを中心に作品提供を行う。3300曲を超える膨大な数の歌詞を手がけたことで知られる。1980年代後半は「6人目の安全地帯メンバー」とも言われ、安全地帯の専属作詞家的な状態であった。例えば、大友康平は松井を安全地帯のメンバーだと思っていたという。
また、田村ゆかりなどの声優や山内恵介などの演歌歌手にも作品提供をしている。2009年「また君に恋してる」（坂本冬美）でレコード大賞優秀作品賞を受賞。2010年、同曲で特別賞、JASRAC賞・銅賞を受賞。東日本大震災の影響を受けて、2013年4月に開校した宮城県東松島市立鳴瀬桜華小学校の校歌の作詞も担当した（作曲は中村雅俊が担当）。2017年、葉加瀬太郎が連続テレビ小説のテーマ曲「ひまわり」の歌詞アイデアを公募、松井に選考と作詞が依頼されると、同年3月に合唱曲として復興支援音楽祭で披露された。2018年、「さらせ冬の嵐」（山内惠介）「恋町カウンター」（竹島宏）でレコード大賞作詩賞受賞などを受賞。同年、「さらせ冬の嵐」（山内惠介）で藤田まさと賞受賞。2023年12月、深海弦悟名義で作詞した辰巳ゆうとの「星くずセレナーデ」が、第56回日本作詩大賞において審査員特別賞を受賞した。
速筆に定評があり、松井本人は「鉄は熱いうちに打て、なんです。打ち合わせ中に詞の8割はできている」という。また、ア段で始まる語句を多用するのが松井の作詞のセオリーで、「『あ』の母音は音が届く。歌い始めとサビの頭には意識して使う。濁点もね」とも語っている。

## 代表的な作品

### あ行
- 相川七瀬
  - あの頃からのラブレター
- 秋本奈緒美
  - そこに花が咲いていた
- 麻丘めぐみ
  - フォーエバー・スマイル
- 浅香唯
  - モダンボーイ白書
  - こんなに涙がこぼれるなんて
  - もう一度逢えるなら
  - Johnny
- 麻倉未稀
  - ロマンスは熱いうちに -The City of Romance-
  - リメンバー・ターン
  - ハートブレイカー 泣かないで
  - RUNAWAY（訳詞）
  - スカーフェイス（訳詞）
  - Mega Madness（訳詞）
- 阿部寛
  - ブルースが嘘をつく
  - 雨の中のPAIN
- 天野浩成
  - A day in the life
  - P.S.
  - Tandem
- 網浜直子
  - 恋は微熱
  - EXIT～17才～
- alan
  - RED CLIFF〜心・戦〜
  - 久遠の河
- アラン・タム
  - はなさないで
- 安全地帯
  - マスカレード
  - 眠れない隣人
  - あなたに
  - …ふたり…
  - 真夏のマリア
  - つり下がったハート
  - ダンサー
  - La-La-La
  - yのテンション
  - Lazy Daisy
  - Happiness
  - ブルーに泣いてる
  - Kissから
  - 風
  - アトリエ
  - エクスタシー
  - 瞳を閉じて
  - 熱視線
  - 悲しみにさよなら
  - 碧い瞳のエリス
  - 一秒一夜
  - ノーコメント
  - 夢のつづき
  - デリカシー
  - 合言葉
  - こしゃくなTEL.
  - 消えない夜
  - 彼女は何かを知っている
  - ガラスのささやき
  - ありふれないで
  - プルシアンブルーの肖像
  - チャイナ・ドレスでおいで
  - 青空
  - 夢
  - 好きさ
  - Friend
  - 恋はDANCEではじめよう
  - 遠くへ
  - Miss Miss Kiss
  - パーティー
  - ふたりで踊ろう
  - シルエット
  - チギルナイト
  - こわれるしかない
  - 不思議な夜
  - 約束
  - 想い出につつまれて
  - 記憶の森
  - どーだい
  - パレードがやってくる
  - 海と少年
  - 月の雫
  - 乱反射
  - ほゝえみ
  - 今夜はYES
  - あのとき……
  - まちかど
  - 声にならない
  - 銀色のピストル
  - 涙をとめたまま
  - 今夜ふたりで
  - いますぐに恋
  - あのMusicから
  - Jのブルース
  - 天使のあくび
  - 燃えつきるまで
  - 夢になれ
  - To me
  - じれったい
  - ひとりぼっちの虹
  - Juliet
  - きっかけのWink
  - 月に濡れたふたり
  - 時計
  - I Love Youからはじめよう
  - 微笑みに乾杯
  - ナンセンスだらけ
  - 悲しきコヨーテ
  - 星空におちた涙
  - 夢のポケット
  - No Problem
  - Shade Mind
  - Too Late Too Late
  - 情熱
  - Seaside Go Go
  - きみは眠る
  - Lonely Far
  - ともだち
  - あの夏を追いかけて
  - …もしも
  - Big Starの悲劇
  - プラトニック>DANCE
  - この道は何処へ
  - 夢の都
  - いつも君のそばに
  - 俺はどこか狂っているのかもしれない
  - 1991年からの警告
  - 太陽
  - 花咲く丘
  - SEK'K'EN=GO
  - エネルギー
  - ジョンがくれたGUITAR
  - 朝の陽ざしに君がいて
  - 黄昏はまだ遠く
  - あの頃へ
  - 出逢い（玉置浩二と共同）
  - 野蛮人でいい
  - 反省
  - スタートライン
  - ？（安全地帯と共同）
  - なにもない海へ
  - 一本の鉛筆
  - たいせつなひと
  - 遠い昔
  - ストーリー
  - 二人称
  - ハードル
  - パズル
  - デッサン
  - いま
  - あなたがどこかで

- アン・ルイス
  - 欲望
  - Finish!!
  - MIDNIGHT SUN
  - VENDETTA
  - BLEU
- 飯島愛
  - どうなったってX’mas
- 池上ケイ
  - Grow
  - Everlasting Snow
- 池田政典
  - バックミラーに消えた恋
  - ガレージ
  - 冷たいベッドでDance
  - 太陽ははなさない
  - 憎いSugar Babe
  - ニックネームはCrazy
  - Tokyoが見える窓
  - 羽田発最終Flight
  - ランブルフィッシュ
  - ジョン・レノンに撃たれたい
  - Moonlight Tower
  - そしてBirthdayは終わった
  - 一人の青年
  - Good-bye
  - 野暮なことはしたくない
  - 8月を盗んだLady
  - グラス一杯の太陽
  - 潮騒Only You
  - Don't leave me
  - R & R
  - Hard Days悪女
- 池田聡
  - 濡れた髪のlonely
  - Kの手帖
  - センチメートルの涙
  - きみが愛した少年
  - 君の声が聴こえる
  - いまさらの恋
  - Room share
  - さよならよりもつらい別れ
  - 星あかりのオール
  - 「大切なこと」
  - 溺れる魚
- 石川さゆり
  - とこしえの旅
- 石川優子とチャゲ
  - ふたりの愛ランド（CHAGEと共作）
- 石毛礼子
  - ロマネスク
- 石田ひかり
  - 恋は確率51％
  - Nocturne最後の秘密
  - もうひとりの悪魔
  - L’Elisire d’Amore（レリシーレ ダモーレ）
- 市川由紀乃
  - 花わずらい
  - 名前
  - ノクターン
  - 夢じゃさみしい夜もある
- 五木ひろし
  - 涙でもかまわない
  - 雑草
  - 月物語
  - トワイライトブルー
  - 街
  - ほとめきの風
  - バックミラー
  - ぽつんとひとりきり
- 五木ひろし&坂本冬美
  - 雨の別れ道
- 伊藤かずえ
  - 絶対零度　
  - 好奇心革命
  - メタモルフォーゼ
- 伊藤咲子
  - Destiny
  - 衣ずれの海
- 伊藤つかさ
  - ハートの季節
  - 片思いのハミング
- 伊藤蘭
  - なみだは媚薬
  - ネガフィルムの青空
- 稲垣潤一
  - 星降る二人
  - DOUBLE meaning
  - さよならを忘れないで
  - 哀しみのディスタンス
- 井上昌己 
  - 青空がくれたフォトグラフ
  - 星空からのエレベーター
  - 神様のミステイク
  - アドレスのないOne Room
  - どんなふうにこの夜は終わるのだろう
  - 世界でひとつだけの涙
  - Tokyo 夏休み
  - 彼女の名前を呼ばないで
  - わざとKiss In The Rain
  - 翼みつけて
  - matiere 21
  - 扉を開いて
  - 腕の中のNAVIGATION
  - Don't fall in love
  - カセットの最後のナンバー
  - Before Tears
  - Miss SEPTEMBER
  - After stories
  - 悲しみはふりきれる

- 井上大輔
  - I fall in love
  - Long Distance Hotel
  - 涙よりも Merry Xmas（with CINDY）
  - それぞれのMoon Light Serenade（with CINDY）
- 井上麻美
  - 飛べない鳥になりたくない
- 今井優子
  - YURIの帰国　
  - 殺したいほどTONIGHT
- 井森美幸
  - 吐息まじりに恋をして
  - 孤独のディープ
- 岩崎宏美
  - 夢狩人
  - 月光
  - 好きにならずにいられない
  - 恋孔雀 (こいくじゃく)
  - 星遊劇 (ほしあそび)
  - 唇未遂 (くちびるみすい)
  - 夏物語
  - 偽終止 (ぎしゅうし)
  - 横浜嬢 (よこはまモガ)
  - 射麗女 (しゃれいど)
  - 風関係
  - 誘惑雨 (さそいあめ)
  - クローズアップ
  - 星に願いを
  - 慕情
  - そのとき彼女はジーンセバーグ
  - ジェラシーの鍵貸します
  - シンデレラ・ラッシュアワー
  - chapter Ⅱ
  - 夏の手紙は書かないで
  - 一夜の恋
  - さよならは2度ベルを鳴らす
  - 春乙女
  - カサノバL
- 岩崎良美
  - 唇にメモワール　
  - チークタイムの涙
  - ビキニな夏がやってくる
  - 夕陽にラストボール
  - スロープに恋をして
  - 粉雪のドレス
- UL-SAYS
  - BEGIN THE 綺麗
- 榎本温子
  - Be My Angel
  - My FAVORITE
  - FLY YOUR SKY
  - Start up wonder

- 大木綾子
  - おいでようこそ東京へ
  - あなたの歌になりたい
  - さぁさ 日本を咲かせましょう
- 大野幹代
  - 許して…　
  - 震える決心
  - 理由
- 大橋純子
  - 眠れないダイヤモンド
  - ふたとおりの告白
  - さよならと同じRain
  - 遠いほゝえみ
  - 悲しいほどジェラシー
  - 夢の扉
  - ある夜のWonder
  - ささやきに撃たれたい
  - あなたにつつまれて
- 緒方恵美
  - ジェラシーの痕跡-アザ-
  - Breath
  - わからないでしょ

- 小川範子
  - 無実の罪
  - 矛盾
  - Dreamy Dynamite
  - Snow Blue あなたは知らない
- 荻野目洋子
  - 恋してカリビアン
  - セシルは年頃
  - 汚れた靴のイニシャル
  - 想い出には早すぎる

- 小倉唯
  - いつだって Call Me!
  - Get over
- 小沢なつき
  - Anti聖女
  - 赤い花

### か行
- KAI
  - 愛は深く[6]
- 柏原芳恵
  - 太陽は知っている
  - 夕月檸檬
- 和紗
  - 覚えてますか
  - それでいいよ
- 鹿取容子
  - 恋一彩（こいひといろ）
- 華MEN組
  - 華やかに抱きしめて
- 辛島美登里
  - くちづけは永遠に終わらない
- 川越美和
  - 壁ぎわのマリオネット　
  - さよならという殺意　
  - 大好きをあげたい
  - 唇が終ってない
  - 瞳のなかへRendez-vous
  - QUESTION BOYに御用心
  - クリスマスイヴに生まれた彼女
  - ピクニックへ行こう　
  - まだ神様が眠っているあいだに
  - 永遠の少年　
  - あなたのために
  - カナリアが死んだ　
  - ジェーンバーキンのように泣けばいい　
  - 架空の傷心
  - この物語はフィクションです
  - 38℃のFOOL
  - わたしは拳銃　
  - 鯨が来た日
- KISHOW（from GRANRODEO）
  - Midnight circus
  - Run for run
- 城南海
  - チョネジア〜天崖至睋〜
  - ただ一つ
  - いのちの橋
  - いつか星になる
  - あなたに逢えてよかった
- 木瀬りえ子
  - あの空に鳥を逃がして
- 北原ミレイ
  - 夢うつつ
  - 終電車
- 吉川晃司 
  - Brain SUGAR
  - VENUS 〜迷い子の未来〜（共同）
  - KISSに撃たれて眠りたい（共同）
  - アクセル
  - SPEED（共同）
  - SHADOW BEAT（共同）
  - RUNAWAY
  - エロス（共同）
  - KEY 〜胸のドアを暴け〜（共同）
  - Glow In The Dark（共同）
  - ギラギラ（共同）
  - ナイフ
  - パンドーラ（共同）
  - ベイビージェーン
  - 光と影
  - 傷だらけのダイヤモンド
  - Nobody's Perfect（鳴海荘吉）
  - あの夏を忘れない（共同）
  - SACRIFICE（共同）
  - DANDY（共同）
  - Day by Day
  - ROMANCER（共同）
  - Little Heaven
  - FOREVER ROAD
  - Baby Baby
  - 愛にそのまま
  - ROUTE 31
  - POSTMAN（共同）
  - パピルス（共同）
  - SOLITUDE
  - FLASHBACK
  - Wired-Boy
  - この雨の終わりに
  - Fame & Money（共同）
  - マシンガンジョー（共同）
  - STARDUST KISS
  - Mr. Body & Soul
  - 死ねない男（共同）
  - Checkmate in blue
  - 南風honey（共同）
  - Velvet
  - DA DA DA（共同）
  - Lovely Mary
  - FIRE
  - 絶世の美女（共同）
  - survival CALL（共同）
  - Love with you
  - Expendable
  - まだ愛のために
  - 風が呼んでいる
  - Lucky man
  - One Side Liar（共同）
  - 焚き火

- キム・ボムス
  - ポゴシプタ〜逢いたい（日本語訳詞）
- GWINKO
  - DOWN TOWN GAME
  - ハートが奇跡を待っている
  - ほらパレードになった!
  - Smile Again
  - 永遠にKiss
- 工藤静香 
  - 抱いてくれたらいいのに
  - 恋一夜
  - くちびるから媚薬
  - ぼやぼやできない
  - メタモルフォーゼ
  - めちゃくちゃに泣いてしまいたい
  - うらはら
  - 声を聴かせて
  - わたしはナイフ
  - あなたしかいないでしょ
  - ワインひとくちの嘘
  - 夏がくれたミラクル
  - X'masがいっぱい
  - 天使みたいに踊らせて
  - セレナーデ
  - Mirageの虜
  - MOONLIGHTのせいじゃない
  - 捨てられた猫じゃないから
  - さよならLONELY これっきりLONELY
  - きみが翼をひろげるとき
  - ちょっとしたGUILTY
  - 深海魚
  - 存在
  - バロックパール
  - Without Your Love
  - ゆらぎの月
  - ほとり
  - Time after time

- 工藤夕貴
  - ハートブレイクの微笑
- クラッシュギャルズ
  - 熱風撫子
  - つま先までI LOVE YOU
  - SEPTEMBER SUMMER
  - RAIN
- 桑田靖子
  - ミス・タッチ
  - チェリーランデブー
- 郷ひろみ
  - 逢いたくてしかたない
  - 忘れられないひと
  - 泣けばいい
  - どんなに君がはなれていたって
  - I Love Youの香り
  - LABYRINTH
  - Deep
  - ANOTHER FACE
  - TIGHTROPE
  - あどけなくCRAZY
  - いつもそばに君がいた
  - わかっちゃないよな
  - もう・・・だめさ（郷ひろみと共作）
  - 爪を噛みたがる JEALOUSY
  - こんなに好きなのに
  - 幸せにできるから
  - 好きになっていいんだね
  - KISSが哀しい
  - demerit
  - ふりむいてほしいのは僕じゃない
  - 日々の泡
  - ごめんねって言いたかった
  - Only for you〜この永遠がある限り〜
  - Reverse 〜どうしてこんなに〜
  - もういいの？
  - もしも、あのとき…
- 郷ひろみ・松田聖子
  - True Love Story
  - さよならのKISSを忘れない
- 五条哲也
  - 大阪グッバイ
- 小林千絵
  - シューティングスター
  - たそがれ街角 Fall in Love
  - 涙☆GIRL
- 小比類巻かほる
  - THE IVY（日本語詞）
  - LOVER TO LOVER（日本語詞）
  - ペーパー・ハート (PAPER HEART)（日本語詞）
- 小柳ルミ子
  - 泣かないから
- 小柳ゆき
  - Prelude

### さ行
- サーカス
  - 家族写真
  - Missing Link
  - The One
  - NEVER FORGET
  - 一緒にいたい
  - 幸せのかたち
  - 付箋のラブレター
- 西城秀樹
  - moment
- 酒井法子
  - 天使がくれたレインボー
- 榊原郁恵
  - 危険がテ･マ･ネ･キ
- 坂本つとむ
  - 夜景
  - それが答えになればいい
- 坂本冬美
  - また君に恋してる
  - ずっとあなたが好きでした
  - 百年先も手をとりながら
  - あゝ 女たちよ
  - 予感
  - 愛は祈りのようだね
  - 花は知っていた
  - ジェラシーの織り糸
- 相楽晴子
  - 東京マリオネット
  - ハッピーエンドによろしく
- 崎谷健次郎 
  - さよならも言わずに
  - Parallel Line
  - ただ一度だけの永遠
  - きみのために僕がいる
  - ためいきの青空（そら）
  - 夜のない一日
  - 孤独（さみしさ）の標的
  - 25:00の嵐
  - 涙が君を忘れない
  - すべて、ひとつの愛に
  - Starting point
  - 愛が言葉だけではないことを

- 沢田研二
  - 彼は眠れない
  - DAYS
  - DON'T TOUCH
  - IN BED
  - DON'TRAW
  - 君をいま抱かせてくれ
- XIAH junsu
  - 悲しみのゆくえ
- C.C.ガールズ
  - 涙なしじゃ言えない
  - せめて愛を眠らせて
  - TOKYOちょっといい娘
  - 星屑・愚図GUZUひとりきり　
  - 白状しちゃおうかな　
  - CHANCE

- G･GRIP
  - 星屑たちのHEAVEN（1990年2月25日発売、『いけない女子高物語』挿入歌）
- 志賀真理子
  - 雨に濡れてポニーテール
  - 暮色のブローチ
  - Girl Friend
  - Wonder In My Heart
  - 潮風ステーション
  - 太陽になりたい
- X21
  - 夏だよ!!
  - カラフルしましょ
  - どこまでアリ? どこからナシ?
- 篠原涼子
  - STARTしましょう
  - 異国〜Tokyo in the night〜
  - この悪魔め!!
  - 白い鴎 飛んだ
  - もしもあなたが
  - 私の心にkissをして
  - 薔薇が眠れるまで
  - Sincerely
  - MOONLIGHT CALL
  - Goodbye Baby
  - BLOW UP（KOHEYと共作）
- 柴咲コウ
  - 浮雲
- 柴田恭兵
  - いつか雨に撃たれて
  - ANSWER
- SHIHO
  - ぎりぎり・誘惑
- 島谷ひとみ
  - 解放区
  - 泣きたいなら
- 下成佐登子
  - セプテンバー・メモリー　
  - Lie La lie　
  - Cat’s Eye　
  - 潮風（かぜ）になれる二人
- SIAM SHADE
  - RISK
- JUJU
  - Door
  - くちづけ
- 純烈
  - グッときちゃうよね
  - そっと涙のラプソディ
  - ジグザグ
  - 今夜 涙じゃ帰れない（純烈 with 横山田ヒロシ・港町タカシ）
  - いつまでも忘れないから
  - 本牧マーメイド（酒井一圭）
  - ためいきエレジー（後上翔太＆小田井涼平）
  - 愛言葉（小田井涼平）
  - いつまでも忘れないから
  - だってめぐり逢えたんだ　
  - いまでも一番星
  - 幸せになろうか
  - 汐風ららばい（岩永洋昭）
  - 恋のラビリンス（後上翔太＆岩永洋昭）
  - Bang Bang Bang（白川裕二郎＆酒井一圭）
  - サイレンスの終わりに
  - まぼろし横丁（白川裕二郎）
  - 不条理シャングリラ
  - Always～あなたにいてほしい
  - 二人だけの秘密
  - 恋の迷い子（酒井一圭）
- SHOWTA.
  - 君に、風が吹きますように
- 白井貴子
  - いつか見たあの青い空
- 杉浦幸
  - ヴァージン・ティアーズ
  - 秘密
- 杉本理恵
  - 宇宙へ行こうGO GO GO
  - 夕暮れで書いたLove Letter
  - 夏の海から来たBOY
  - 月に愛された少女
  - 遅刻まぎわの恋
  - 微笑みの鍵　
  - 想い出が咲く花壇　
  - 雨が痛い…どうして
  - 兄貴の恋人
  - キミの瞳のX’mas
  - 魔法じかけのHeart
  - Follow me 星屑に眠るまで
  - クレリア
  - 永遠のファンタジア
  - 森が呼んでいる
  - 世界で一番MY BOY
  - GREYの予感
  - 1000年KISSください
  - わたしはASIA GIRL
  - 月蝕の聖域　
  - 妖精が忘れたオルゴール
  - Celcetaの花
  - 10億光年のともだち
  - 月の兎はKISSがお好き
  - わたし流星を抱いた　
  - オーロラの涙　
  - 乙女座失恋倶楽部　
  - MAMAが地球で恋をして
  - 愛してくれますか　
  - 恋するミュージアム
  - 胸に秘めたDOLL
  - 悲しくさせないで
  - 心の鐘
  - 夜明けの詩
  - 迷宮の彼方
- 杉山清貴
  - alone
  - long time ago
  - 想い出のサマードレス
  - モノローグ
  - 永遠の夏に抱かれて
  - 風の一秒
- 鈴木雅之
  - 君を抱いて眠りたい
  - adagio
  - ソウルタトゥー
  - Ebony & Ivory
  - Body TALK
  - Unforgettable
  - Passage of Time
  - & You
  - 愛しているのに
  - Home Grown
  - Don't Cry〜もう悲しみを許そうか
  - Luv or Trap
  - Turn off the light
- SUPER☆GiRLS
  - シェルターなんかいらない
- ZERO
  - もう好きになってはいけない
  - 涙が君にくれるのは
  - more
  - あなたがいてくれるから
  - 落葉のノクターン
  - 手をつないでみようよ
  - Superman

### た行
- 高橋克典
  - BLUE BALANCE
  - UNBALANCE
  - SWEET and WILD
  - もう君は誰のものでもない
  - 涙を突きぬけるナイフを突きつけて
  - WILD FLOWER
  - NEVER CRY
  - TWO OF US
  - HACK
- 高橋ひとみ
  - X’mas Kissしてね　
  - 四月わたしに花が咲く　
  - 綺麗になりましREVOLUTION
  - 選んだのは《赤》　
  - 転居先不明　
  - あやまらなくちゃ　
  - FMから夏　
  - 七夕じゃなくていいから　
  - 惚れっぽい秋っぽい　
  - 指紋　
  - 恋うたかたの乙女
- 髙橋真梨子
  - 蜃気楼
  - 忘れない
- 高橋洋子
  - Woman's Love
- 高部知子
  - サングラスと少女
  - ピンクの肖像
- 竹島宏 
  - 禁じられた想い
  - 月枕
  - 生きてみましょう
  - 風めぐり
  - 霧雨のタンゴ
  - 誘惑
  - 恋町カウンター
  - ほっといて
  - 嘘つきなネコ
  - スキャンダル
  - 噂のふたり
  - それは幻
  - 思ひ人
  - 夢の振り子
  - さよならは言わせない
  - 太陽と月のクローチェ
  - なんで別れちゃったんだ
  - はじめて好きになった人
  - 涙ひとりきり
  - 向かい風 純情
  - あなたと泣きたいから
  - どうせ恋なんか
  - 裏窓
  - しあわせの片隅で
  - 絆…この手に
  - ハルジオンの花言葉
  - I love youをこの場所で
  - 幻フラメンコ
  - 小夜啼鳥の片思い
  - こころの詩
  - その先の明日へ

- 武田久美子
  - もうひとりのボーイフレンド
  - 林檎が落ちた日
- 竹本孝之
  - ビートルズの優しい夜
  - HOLD ME
  - POWER
  - ケネディコインの夏
  - RADIOが泣いている
  - 失われた季節
- 辰巳ゆうと
  - 星くずセレナーデ（深海弦悟名義）
  - ぬくもり（深海弦悟名義）
  - 海が泣いてる（深海弦悟名義）
  - 心のランプ（深海弦悟名義）
  - 戻ってきてもいいんだよ（深海弦悟名義）
  - まなざしの訳（深海弦悟名義）
  - On the rocks（深海弦悟名義）
  - 迷宮のマリア
  - さよならの雨上がり
  - Love for you
  - どうして泣きたいくらい好きなんだろう
  - 君のRougeは渇らさない
- 田中裕子
  - 悲しいほどWhite
  - あなたがくれた奇跡
  - スケッチブック
  - Fade outは赤い爪
- 田中律子
  - LOVE IS YOU　
  - I BELIEVE IN YOU
- 田原俊彦
  - かっこつかないね
  - 愛しすぎて
  - ごめんよ 涙
  - ひとりぼっちにしないから
  - ジャングルJungle
  - 夏いまさら一目惚れ
  - 雨が叫んでる（日本語詞）
  - Midnightを逃げろ
  - 心からモノローグ
  - Last Danceに泣かないで
  - “め”いっぱい純愛
  - 喧嘩するほど恋がいい
  - TOKYOビート
  - Second Chance
  - 君なしじゃいられない
  - Mondayを吊せ
  - 月のイヤリング
  - SAIKOH!!
  - そばにおいでLady moon
  - 夢見るよりも
  - 海賊
  - STARDUSTランデヴー
  - 灼熱のモナリザ
  - CARNIVAL
  - 僕のDOOR
  - GLAMOUR
  - 俺のNOISEをとめてくれ
  - SCAPEGOAT
  - 誰のものでもないBLUE
  - かすかに追憶
  - 夕やけに帰ろう
  - 愛してるじゃないか
  - 君が素敵に気づくまで
  - たった一億の偶然
  - しなやかな共犯
  - ある日俺は鳥になった
  - 永遠の正体
  - それにしてもDARLIN'
  - KISSで女は薔薇になる
  - 男たちに乾杯
  - DA・DI・DA
  - HEARTBREAK RAIN
  - 涙にさよならしないか
  - いつも最初のキスみたいにやさしくキスしたい
  - Cordially
  - 永遠の花を咲かせようか
  - ときめきに嘘をつく
  - そのとき愛がわかるんだ
  - 好きになってしまいそうだよ
  - Kissしちゃおう
  - ロマンティストでいいじゃない
  - 愛だけがあればいい
- 玉井詩織（ももいろクローバーZ）
  - 涙目のアリス
- 玉置浩二 
  - All I Do
  - She Don’t Care
  - Love“セッカン”Do　It
  - 1/2 la moitie
  - Hong Kong
  - Only You
  - Holiday
  - Check On Myself
  - なんだ!!
  - Time
  - I’ll Belong...
  - このゆびとまれ
  - キ・ツ・イ
  - I'm Dandy
  - 行かないで
  - 愛されたいだけさ
  - いつもどこかで（玉置浩二・安藤さと子と共同）
  - プレゼント
  - Lion
  - 惑星
  - “Hen”
  - Sendenfor
  - スケジュール
  - 発散だー!!
  - おいでよ 僕の国へ
  - 夜想
  - Monkey Trick
  - 明かりの灯るところへ
  - 僕のすべてを（玉置浩二と共同）
  - 風の指環
  - ひかり
  - 蕗の傘
  - UNISON
  - Melon Water
  - シェルター
  - 延長戦
  - ヒトリゴト
  - Help
  - からっぽの心で
  - 遠雷
  - はじまり
  - Barbarian Dance
  - ピラニア
  - Woo Woo
  - いつか帰ろう
  - 愛がある
  - 歩く男
  - なんか変だ
  - だんだんとわかるさ(玉置浩二と共同)

- 田村芽実
  - 体温
  - わたしたちの冤罪
  - 誓約
  - 不完全ism
- 田村ゆかり 
  - 満月のセンシビリティー
  - 涙のループ
  - Gratitude
  - 神様Rescue me!!
  - Love Sick (Rap Lyrics：motsu)
  - レゾンデートルの鍵
  - 恋におちたペインター
  - Goody&Happy
  - プラチナLover's Day
  - floral blue
  - Endless Story
  - 太陽のイヴ
  - ねぇ恋しちゃったかな
  - 雨音はモノクローム
  - トラウマの耳たぶ
  - 滑空の果てのイノセント
  - Sympathy of Love
  - ほんのり桜色
  - チアガール in my heart
  - 好き... でもリベンジ
  - 微笑みのプルマージュ
  - 咲かせて乙女
  - 片方だけのイヤリング
  - 傷つく宝石
  - レリーフのひとかけら
  - I DO 愛
  - あのね Love me Do
  - まだ好きでいさせて
  - 好きだって言えなくて
  - 雨のパンセ
  - ガラスの靴にMoonglow
  - 砂のオベリスク
  - Le paradis
  - 囀りのない部屋
  - Lost Sequence
  - Hello Again
  - 恋は天使のチャイムから
  - Double Fascination
  - 横顔
  - 永遠のひとつ
  - Closing tears
  - ジェラシーのその後で
  - 花チル夜道
  - Libido zone
  - シレーヌの心音
  - 未来の果てにEscort
  - 逢うたびキミを好きになる
- CHAGE and ASKA
  - 熱風
  - 花暦
  - 悲炎（チャゲと共同）
  - 嘘
  - 放浪人 (TABIBITO)
  - 長い雨のあとに
  - 黄昏の騎士
  - 南十字星（飛鳥涼と共同）
  - 月が海にとける夜（チャゲと共同）
  - 誓い
  - 熱い想い（飛鳥涼と共同）
  - 恋はア・ヤ・フ・ヤ
  - MARGARITA
  - 魅惑
  - 北風物語（飛鳥涼と共同）
  - 謎2遊戯
  - 眠ったハートに火をつけて
  - Fifty-Fifty
  - 少年
  - シナリオ
  - 涙・BOY
  - RAINBOW
  - J's LIFE
  - メゾンノイローゼ
  - マドンナ
  - 誘惑のベルが鳴る
  - 真夜中の二人
  - not at all（ASKAと共同）
  - 僕はMusic（ASKAと共同）
  - Here & There（CHAGEと共同）
  - Man and Woman（ASKAと共同）
  - パパラッチはどっち（ASKAと共同）
  - Wasting Time（石塚貴洋と共同）
  - ボクラのカケラ（CHAGEと共同）

- Chage
  - &C
  - 無敵の海へ The Fishes
- 土屋アンナ feat. 松本孝弘 & 生沢佑一
  - ALL RIGHT NOW（土屋アンナ・生沢佑一と共同）
- 坪倉唯子
  - 刹那
  - Blue Moonにまにあえば
- 露崎春女
  - Forever In Your Heart
- TM NETWORK
  - アクシデント
  - If you can
- Dee-Dee
  - You've Got A Name 〜 愛を信じて…（訳詞）
- 寺嶋由芙
  - みんな迷子
  - 仮縫いのドレス
  - 愛ならプロペラ
- 東京パフォーマンスドール
  - CATCH!!
  - BE BORN
  - MAKE IT TRUE
  - 純愛カオス
- 東京力車
  - 我ありて我思う
  - 生きてわかることがある
- 刀根麻理子
  - 一秒の夏
  - TOUCH MY LOVE
  - ムーラン・ルージュ
  - NON-CONTROL
  - 復讐はKissではじめて
  - BROKEN EYES
- 富田靖子
  - 恋かくれんぼ
- 豊広純子
  - 印象派のヒロイン
  - 涙がかわくまで
  - やすらぎとときめきと
- dream
  - Fake or Truth
  - 愛されたい
  - Innocent
  - ほんとの私
  - Hideaway
  - 天使の羽音 聴こえたら
  - Blue Navigation
  - La MASCHERA
  - Lost Soul -crack-
  - それは永遠じゃない -collapse-
  - Transit -independence-
  - 心から… -growth-
  - Let's Reboot
- AAA
  - Get チュー!
  - That's Right
  - Crash
  - Hide & Seek
  - Get It On
  - I $ M(Kenn Kato、BOUNCEBACK、kenko-p, leonn, Kyasu Morizukiと共作 Rap詞：Mitsuhiro Hidaka)
- とんねるず
  - 時代遅れのふたり
  - こんな男でよかったら
  - GOOD LUCK
  - ヘッドライトが泣いてる
  - 夜におちてBlue
  - Boy海賊になれるかい
  - 真夜中を突っ走れ
  - 星降る夜にセレナーデ

### な行
- 中江有里
  - 真夏の楽園
  - 恋が綺麗になった
  - いつかあなたに逢ったら
  - いつも
  - まわり道
  - Yellow Lily
  - 永い一日
  - 名前のない海
  - Réaliser
  - コントレール
  - 砂に咲く薔薇
  - 蜜
  - 大切なこと
  - 問いかけ
  - 雨上がりのネコ
  - マランタンデュ
  - 月下の代償
  - 過失
  - 針と糸
  - わたし泣かない
  - わたしのような誰か
  - このまま
  - なみだ、海へ帰す
  - 二人の掟
  - ともしびの種
  - RAG DOLL（日本語詩）
  - Soyogi
- 中島愛
  - ゆびさきの雨
- 中西保志
  - たった一度のkissがしたい
  - 君はせつない残酷
  - 一日の終わりに
  - 遠くわずかなDISTANCE
  - Illusion
  - 微笑みは知っている
  - ALWAYS
  - どうして君を傷つけたのだろう
  - Another Rain
- 仲間由紀恵
  - 心に私がふたりいる
  - トレモロ
  - 負けない愛がきっとある
  - ONE MORE CHANCE
- 中村あゆみ
  - あなたしか覚えてない
  - 夕凪慕情
  - 窓辺
  - 星のささやき
  - Suddenly
  - ふたりの事
  - 恋ノ乱
  - Cry
  - あゆみ（須藤晃と共同）
- 中村雅俊
  - ガス燈
  - カーテンコールはもういらない
  - 昔の恋人
  - ほほえみで抱きしめたい
  - 100年の勇気
  - 泣いて気がすむなら
  - 翼のある少年
  - 絆
  - 腕のなかでBirthday
  - さかなたち海へ
  - 愛してるとONCE AGAIN
  - あいつを殴った夕暮れが
  - DJがいない夜
  - ROAD RUNNER
  - どうするんだい
  - きっと孤独に証人はいない
  - 陽のあたる坂道
  - ざっくばらん
  - ほんとうに愛ができること
  - I'm NAIVE
  - Lovesongを贈りたい
  - いまがあればいい
  - これからが長い道
  - もしも君を忘れられるなら
  - 俺のHEARTに訊いてくれ
  - ただ海が見たかった
  - 君がいてくれたから
  - 花になろう ～東松島市立鳴瀬桜華小学校歌～
  - はじめての空
  - ならば風と行け
  - まだ僕にできることがあるだろう（福原充則と共作）
  - どこへ時が流れても
  - だろう!!
  - 千年樹
- 中森明菜
  - 月華
  - リ・フ・レ・イ・ン
  - ムーンライト・レター
  - 月夜のヴィーナス
  - さよならじゃ終わらない
  - Angel Eyes
  - うつつの花
  - 風の果て
- 中山美穂
  - セミスウィートの魔法
  - 女神たちの冒険
  - これからのI Love You
  - 野蛮な宝石
  - 泣かない指輪
  - Vermilion Crime
  - 秒読みのJealousy
  - 白い砂のラ・メール
- 成田圭
  - Blind Bird
- 新島弥生
  - 星は泣かない
  - 赤いピアノ弾いた
  - 恋はあせらず
  - Believe
  - なんて哀しいSILENCE
  - どうぞエモーション
  - ちょっとしたリグレット
  - 片思いGAME
  - 哀しみにさらわれて
  - あなたがいる距離
  - 海へ続く一日　
  - 好きで好きで好きで
  - アクアリウム ブルー
  - 8月のカイエ
  - ひとりぼっちの告白
  - スニーカーの気持ち
  - 夢だから
  - 燕になって飛んでっちゃうよ
  - この恋を終わらせないで
  - ひとりじゃ帰れない　
  - オーロラは誰のもの　
  - いつかこんな日がくることを　
  - 春にようこそ
  - キャッチボールがしたかった　
  - 彼女　
  - ときめきの序章
- 新浜レオン
  - ジェラシー〜運命にKissをしよう〜
  - どんなに愛したとしても
- 西田あい
  - My Story
  - 帰郷 ～ いまでもクスノキの下で ～
  - 雨のしずくと青い空
- 西田敏行
  - まーるく生きてみませんか
- 西野妙子
  - 純情可憐でごめんなさい
  - 夏恋花火
  - 青春っきゃないじゃない!!
  - 涙は覚悟の恋でしょう
  - だったら友情でいいのね
- 野口五郎
  - 僕をまだ愛せるなら
  - でも好きだよ
  - 愛してると言うまえに
  - これが愛と言えるように
- 野口五郎・岩崎宏美
  - 好きだなんて言えなかった
- 野口五郎＆高柳明音
  - それぞれの時
- 野澤恵
  - その手をはなさないで
- 野村宏伸
  - どうせ悲しいMOON
  - Heartbreakをくれないか
  - くやしいよ
  - 美しい証拠
  - しまった!!
  - 246恋物語
  - APRIL FOOLあれからの僕は
  - ヌーべルヴァーグ
  - Guilty
  - どうってことないさ
  - それはないよGirl
  - もう渚にはだれもいない
  - Novemberが悲しい
  - 冬のピアノ
  - 涙からSnow Flake

### は行
- HOUND DOG
  - Magic
  - Over Heat
  - Danger
  - Long-Good Bye
  - ラスト・シーン
  - AMBITIOUS
  - ONLY LOVE
  - LONG WAY HOME
  - BLACK RAIN
  - AGAIN
  - TOKYO
  - SCRAP DREAM
  - DON'T CRY
  - No Name Heroes
  - 東京ロンリーハーツクラブ（大友康平と共作）
  - ROUTE 34（大友康平と共作）
  - YOUR SONG（大友康平と共作）
  - BATTLE ROYAL（大友康平と共作）
  - ミスキャスト（大友康平と共作）
  - TELL ME WHY（大友康平と共作）
  - 素直になれなくて~Remember You~（大友康平と共作）
  - グローブ（大友康平と共作）
  - TELEPHONE（大友康平と共作）
  - Lonely Soldier（大友康平と共作）
  - 俺はラッキースター（大友康平と共作）
  - Moonlight & Champagne（大友康平と共作）
  - SILENCE（大友康平と共作）
  - くたばれ MIDNIGHT（大友康平と共作）
  - 大地の子供たち（大友康平と共作）
  - OVERLAND JOURNEY（大友康平と共作）
  - スポットライト（大友康平と共作）
  - FLY（大友康平と共作）
  - 悲しきYellow Girl（大友康平と共作）
  - CRAZY（大友康平と共作）
  - MACHINE（大友康平と共作）
  - 横浜レイニーブルー（大友康平と共作）
  - GLORY（大友康平と共作）
  - TONIGHT（大友康平と共作）
  - 夜明けのないDoor
  - BRIDGE〜あの橋をわたるとき〜（大友康平と共作）
  - 日はまた昇る〜THE SUN ALSO RISES〜（大友康平と共作）
  - 一日の長いLove Letter
  - SAY GOOD BYE（大友康平と共作）
  - CRY BABY CRY（大友康平と共作）
  - SMILE FOR ME（大友康平と共作）
  - ずっと好きでいたいから（大友康平と共作）
  - 太陽に向かって（大友康平と共作）
  - MY HEART MY LOVE（大友康平と共作）
  - One From The Heart（大友康平と共作）
  - 愚か者よ（大友康平と共作）
  - alive
  - Realize
  - でっかい太陽～Jump Jump Jump～（大友康平と共作）
  - BORN TO LOVE YOU～おまえのすべてを～（大友康平と共作）
  - おまえを決してはなさない
  - さよならの向こうに
  - NO NO MY DARLIN’
  - POWER OF LOVE（大友康平と共作）
  - Like a Rolling Stones（大友康平と共作）
  - 今日も電車で（大友康平と共作）
  - HARBOR LIGHTS（大友康平と共作）
  - Don't Wanna Say Good-Bye（大友康平と共作）
  - LOVE CHILD（大友康平と共作）
  - 虹を見たかい（大友康平と共作）
  - STRONG LOVE（大友康平と共作）
- 萩原健一
  - 泣けるわけがないだろう
  - I Love Youさえ言えない
- パク・ヨンハ
  - 初めて出逢った日のように（日本語Ver.）
  - 期別（日本語Ver.）
  - カジマセヨ（日本語Ver.）
  - Truth
  - 永遠
  - ほゝえみをあげよう
  - Ready Go Lady Go
  - Candlewick
  - Close
  - Don't give it up
  - Behind love〜片思い（日本語詩）
  - 愛するひとへ
  - どれだけ僕はそばにいますか
  - Under Cover
  - Signal
  - 震える愛
  - Iron Weed
  - とぎれないFilm
  - So far away
  - 残像
  - 心の殻
  - Last song
- 橋本美加子
  - 薔薇のロマンス
- 走裕介
  - 篝火のひと
  - 雫
  - あの空を仰ぎ見て
- PaPa
  - 豹のTATTOO (Kill Me)
- 浜本沙良
  - さよならは天使のはじまり
  - ...WHY
  - 最後の休日
  - MORNING MOON
  - enfin
  - あなたが好き
  - FOR YOU, FOR ME
- 早見優
  - ヘップバーンによろしく
  - 麗彩（レーザー）Night
  - 赤いリボンの物語
- 原宿ジェンヌ
  - 黄・昏・蝶・々
  - 褐色泥棒 Fall in love
- 原真祐美
  - 恋はFifty-Fifty
- ビートたけし
  - SUNSHINE
  - ポケットから堕ちた夜
  - 惚れているから投げとばし
  - パントマイムで林檎をむいて
  - ポケットから落ちた恋
- B Pressure
  - そこに嘘はない
  - Spirit Break Out
  - サミシイキレイゴト
  - No-Border
  - まだまだやろうか
  - Over Time
  - 心の一日
- 日原麻貴
  - 禁じられたDesire
  - 涙をあげる
  - わかってない!!　
  - 純情からっ風
  - そんなKissじゃ眠れない
  - い・ら・い・ら
- 姫乃樹リカ
  - もっとHurry Up!
  - ハートの翼
- 氷室京介 
  - SEX & CLASH & ROCK'N'ROLL（共同）
  - ALISON（共同）
  - SHADOW BOXER（共同）
  - MISTY〜微妙に〜
  - JEALOUSYを眠らせて（共同）
  - NEO FASCIO
  - ESCAPE
  - CHARISMA
  - COOL
  - RHAPSODY IN RED
  - CAMOUFLAGE
  - CALLING（共同）
  - LOVE SONG（共同）
  - BLACK-LIST
  - VELVET ROSE
  - PSYCHIC BABY
  - MAXIMUM 100の憂鬱
  - WILD AT NIGHT
  - STORMY NIGHT
  - CABARET IN THE HEAVEN
  - MOON
  - Good Luck My Love（共同）
  - Memories Of Blue
  - KISS ME
  - YOU'RE THE RIGHT
  - VIRGIN BEAT
  - DON'T SAY GOOD BYE
  - BREATHLESS
  - SHAKE THE FAKE
  - LOST IN THE DARKNESS
  - HYSTERIA
  - FOREVER RAIN
  - DOWN TOWN ARMY
  - LONESOME DUMMY
  - BLOW
  - TRUE BELIEVER
  - MIDNIGHT EVE
  - STAY　
  - MISSING PIECE
  - SQUALL（共同）
  - PLEASURE SKIN
  - IF YOU STILL SHAME ME（共同）
  - NAKED KING ON THE BLIND HORSE（共同）
  - NATIVE STRANGER
  - DRIVE
  - HEAT
  - RE-BORN
  -  SWEET MOTION
  - FLOWER DIMENSION
  - LOST WEEKEND
  - DISTANCE（共同）
  - Still The One（共同）
  - Believe
  - So Far So Close
  - Chaos（共同）
  - Jive!
  - EASY LOVE
  - IGNITION
  - Rock'n'Roll Suicide
  - Doppelganger
  - Sarracenia
  - Never Cry Wolf
  - Traumatic Erotics
  - Be Yourself（共同）
  - ONE LIFE（GKと共作）

- 平原綾香
  - 明日
  - Eternally（平原と共作）
  - Bloom
  - ありがとう
  - Circle Game
  - Wall
  - しあわせ
  - Gradation
  - そら
  - To be free
  - My Road
  - 結晶
  - Where Magic Goes ～愛のゆくえ～
  - 翼
  - Shine -未来へかざす火のように-

- ビリー・バンバン
  - また君に恋してる
  - ずっとあなたが好きでした
  - 愛は祈りのようだね
  - ココロありがとう
  - 風のポスト
  - これが恋というなら
  - さよなら涙
  - 一枚の絵
  - エンドロール
  - 宝の地図
  - ふたり物語
- 広田恵
  - 瞳のなかの永遠
  - 海を渡る蝶
  - 背中あわせのCRESCENT　
  - わたしだけの翼　
  - I MISS YOUは言わない　
  - 星屑のSolfege
- フィージン
  - ただ愛のために
  - 彼方の光
- ふきのとう
  - CHEEK TO CHEEK
  - 夏が逝く
- 福岡文
  - SHUT UP!!
  - TOKYO脱走計画
  - B型で行こう
  - 秘密#19
  - 浴室で聴いたバラード　
  - スリルしか愛せない
  - Only X’mas Night
- 藤澤ノリマサ
  - Tu ～もう君にしか
  - あなたに逢うまでは
  - ふたりきり
  - 追想
  - You may cry ～それがあふれる涙なら
  - La Luce
  - 雨
  - 帰り道
  - Only A Smile
  - 橋 -iL Ponte-
  - こんなに
  - I Feel (with 沢田知可子)
  - 僕らはこの星で暮らすんだ
  - 漂泊
  - 誰か僕に名前をください
  - Song Is My Life
  - 手紙
  - Changing point
  - Yes I do - キスはまだ終わってない
  - 海がくれたバイオリン
  - さよならを言うだけで
  - 愛するかたち
  - パンドラの耳打ち
  - 琥珀のとき
  - 花ノ音
  - 窓辺の羽根
  - Chistmas Wishes
  - Ambivalence
  - Behind the sky
  - Return to Life
  - 君を愛してる
- 藤原理恵
  - 愛よファラウェイ（『超獣機神ダンクーガ』オープニングテーマ）
  - ハーモニーラヴ（『超獣機神ダンクーガ』挿入歌）
  - いたずら好きなそよ風
  - 青春したい
- 船見啓子
  - もっと つよくなりたい
  - もう一度 al fine
  - だって ずっと FRIEND
- プリンセス プリンセス
  - Kissで犯罪
  - TOKYO彼女
- Blooming Girls
  - Knock!! Knock!! Knock!!　
  - 幸せのキャパシティ　
  - wish　
  - いつだって Friends
- berry
  - 咲きましょう
- BOØWY
  - Dreamin'（布袋寅泰と共同）
  - 黒のラプソディー（氷室京介と共同）
  - ハイウェイに乗る前に（氷室京介と共同）
- 堀川早苗
  - 月夜のゴンドラ
  - わたしは魔法でできている
  - アフロディーテの夏
  - 9月には帰れない
- 堀ちえみ
  - 恋
  - Smile　
  - 禁じられた瞳
  - ファースト・フィナーレ

### ま行
- THE MICRO HEAD 4N’S
  - 星屑のアルペジオ

- MAGIC
  - 夜を駆ける
  - SUMMER ROSE
  - パステルカラーに染めてくれ（上澤津孝と共同）
- 増田惠子
  - こもれびの椅子
- 松井常松
  - Bye Bye EXTREMER
- MAX
  - 閃光 -ひかり- のVEIL
  - SO REAL
  - Ride on time
  - GETTING OVER
  - Not Alone
  - Active for the love
- 松阪ゆうき
  - 黄昏のシルエット
- 松田博幸
  - 君の素敵にHALLELUJAH
- 松原みき
  - モダンに殺気
- 松本明子
  - Dan Danでいいよ
- 真璃子
  - 遅咲きのラベンダー
  - 夕暮れの恋
  - 土曜日のカナリア
  - 22色のハート
  - また、歩きはじめましょう
  - Any Time Many Hearts
  - 止まった時間
  - Q & A
  - On myself
  - 幸せのBlue
  - ここ
- 未唯mie
  - NEVER（日本語詞、『不良少女とよばれて』主題歌）
  - Mega Madness（日本語詞）
- 三浦友和
  - 逆光のラブシーン
- 観月ありさ
  - Shout It Out
- 水樹奈々
  - 囚われのBabel
  - Necessary
  - Never Let Go
  - めぐり逢うすべてに
- 水野愛日
  - 花のレシピ
  - 彼につけるクスリをちょーだい
  - 日曜日はダメダメよ
- 南青山少女歌劇団
  - どうにかして!　
  - 涙なんか…　
  - とんでもない夏になりそうだ
- 南翔子
  - 茉莉花・夜（ジャスミン・ナイト）　
  - 摩訶不思議恋月夜
  - タッチ・マイ・ハート
  - CALL MY NAME
  - 瞳魔法陣（ファンタジー）
- 宮里久美
  - 秘密く・だ・さ・い
  - ロンリーサンセット
  - アレルギー
  - 二人のサン・ジョルディー
  - 真夏Magic
  - 横浜Cool
- 森恵
  - 路上の鳥
  - 赤い花が咲くころ（共同）
  - 世界（共同）
  - 悲しみの傘（共同）
  - 夢の中の夢（共同）
  - 心の河（共同）
  - 遠い記憶（共同）
  - 少しだけ（共同）
  - キミニハ薔薇ヲ（共同）
  - それだけでいいんだ（共同）
  - brand new day（共同）
  - 今も、やさしい雪
  - 限りあるもの
  - ひまわりの街（共同）
  - せんたくもの
  - 愛のかたち（共同）
  - 確固たるもの（共同）
  - いつかのあなた、いつかの私（共同）
  - 桜がさね（共同）
  - Going there（共同）
  - Howl（共同）
  - 声は届くから（共同）　
  - 廃品回収
  - プランクトン
  - Stay Home
  - その涙を払う手が私にあるだろうか
  - インセル
- 森川美穂 
  - ビニールの傘
  - それぞれ
  - ユメサライ
  - 漂流夜行
  - 涙をいっぱいに目にためて
  - また、空が近い
  - 足跡
  - 涙よ涙
  - 偽証
  - 鞄と時計
  - いまはこのまま
  - 涙のあとにあなたがいれば
  - I・N・G
  - 推定無罪
  - Do Yah!
  - 眠れない花
  - 0時の鐘が鳴るだろう
  - もう海は泣かない
  - Whip
  - 誰？
  - Eegonist
  - Moderato　
  - スペア・キー
  - それだけのこと

- 森川由加里
  - VIVIAN
  - Moon Shadowの眩暈
- 森口博子
  - Ubugoe
- 森山愛子
  - 約束（日本語詞）
  - 忘れないで
- 森山良子
  - ラジオの気持ち（RSK山陽放送Image Song）
  - パピエ
- 諸岡菜穂子
  - 儀式
- 諸星和己
  - 俺の手にSay GoodBye
  - やってられないよ
  - もっとでっかくNo.1
  - 一匹狼 LONELY WOLF
  - GO IT ALONE
  - RA・KU・GA・KI
  - 彷徨
  - COUNT DOWN

### や行
- 八神純子
  - あなたを愛しすぎて（八神純子と共作）
- 薬師丸ひろ子
  - つばめが飛んだ空
  - まなざし
  - ここからの夜明け
  - 窓
  - はるか
- 役所広司
  - 風吹く祭り
- 矢沢永吉
  - フェンス越しのFICTION
  - やってらんねぇ
  - 東京
  - もう戻れない
  - 紅い爪
- 矢野良子
  - モノクローム
- 山内惠介
  - 冬枯れのヴィオラ
  - 純情ナイフ
  - あゝ涙が叫んでる
  - 涙くれないか
  - ちょっと、せつないな
  - あなたが欲しい
  - ただひとつの花
  - 片恋流れ星
  - こころ雪化粧
  - さらせ冬の嵐
  - 唇スカーレット
  - どうすればいい
  - 残照
  - 花が呼んでいる
  - はるかの陽は昇る
  - こころ万華鏡
  - じらさないで今夜
  - 紅の蝶
- 山根麻衣
  - 誘惑されてクーデター
  - ルームライトは消さないで
  - Heart Beat
  - ミスティー・ウーマン
  - 黒のクライマックス
- 山本淳一
  - 嵐になれ
- 山本ゆかり
  - 悪戯エトランゼ
- ゆいかおり
  - 星降る夜のハッピーリンク
  - 恋するストール
  - Intro Situation
  - オリオンからのメッセージ
- 由紀さおり
  - わたしのうた
  - 隠恋慕
  - 人生は素晴らしい
- 吉田栄作
  - 導火線
  - もしも君じゃなきゃ
  - おまえがいなけりゃ
  - BORO BORO
  - GRADUATION DAY
  - アスファルトの地平線
  - 僕たちのHEART
  - 風になればいい
  - DON'T CRY BOY
  - たったひとりのRUNNER
  - DESOLATED RIVER
  - 派手にやろうTONIGHT
  - OH！太陽野郎
  - あの海は見えるか
  - 地球の風（吉田栄作と共作）
- 吉田拓郎
  - 風をみたか
- 吉野千代乃
  - とがったkissの警告
  - 春･ma･mation
  - Make Me 太陽
  - Dance In The Champagne
  - 帰れないエトランゼ
  - ホロスコープガール
  - 涙はFineで終わらない
  - ジ・ン・ク・ス
  - 日付変更線
  - 薔薇から罠
  - 題名のないオペラ
  - 人形が見ていた
  - Rain Ballade
  - スローダンスに誘われて
  - クレッセント ハート
  - 虜
  - 蒼いYesterday
  - 恋・不思議
  - 1985年の恋人
  - 愛されてデジャヴ
  - あなたのいない夏
  - 月夜の事情
  - 泣かされるじゃない
  - イレギュラー
  - Dried flower
  - 涙の理由
  - 余白

### ら行
- ribbon
  - それは言わない約束
  - さよならが終わるまで
- レベッカ
  - 恋するおもちゃ

### わ行
- 和久井映見
  - あなたはひとりだけしかいない
  - 誰かをあなたは愛してた
- 和田アキ子
  - 人生はこれから
  - 今夜は夢でも見ましょうか
- 和田加奈子
  - ルージュは忘れない
  - 1000カラットの恋人
  - DREAMIN' LADY
- 渡辺美奈代
  - 恋愛紅一点

### 旧ジャニーズ事務所関連
- 男闘呼組
  - Never Say Goodbye

- 光GENJI 
  - 真夏の夜の夢
  - 豹になれ
  - モナリザを探せ
  - 星にまぎれてDance
  - 勇気100%
  - 微笑みをあずけて
  - BREAK DOWN BOY
  - 2000年の翼たちへ
  - この秋‥ひとりじゃない
  - きっと愛しあえる
  - そして旅が始まる
  - TRY TO REMEMBER
  - 風のYellが聴こえるか

- 光GENJI SUPER5
  - Melody Five
  - JOYFUL RAPSODY
  - DON'T MIND涙
  - SHAKING NIGHT
  - Someday
  - Bye-Bye
  - 永遠に一度の夏
  - この夏からONE WAY

- 少年隊
  - oh!!
  - 情熱の一夜
  - どうなってもいい（東山紀之ソロ曲）
  - Be COOL（東山紀之ソロ曲）
  - NIGHT WING
  - HOLD YOU TIGHT
  - bite The Love
  - GATE

- J-FRIENDS
  - 明日が聴こえる

- V6
  - 愛なんだ
  - NATURE BOY
  - いま!!/Masayuki Sakamoto&Coming Century
  - JUST FOR YOU
  - 自由であるために
  - 恋と弾丸/Masayuki Sakamoto&Ken Miyake

- KinKi Kids
  - まだ涙にならない悲しみが
  - この月は沈まない
  - Glorious Days 〜ただ道を探してる
  - 鍵のない箱
  - こたえ
  - ココロがあったんだ
  - すべてのひとかけら
  - 100年後の空にはなにが見えるんだろう

- KAT-TUN
  - 光跡

- タッキー&翼
  - True Heart
  - GO ON
  - Luv The Shangri-La
  - Zero G
  - Vertigo
  - パピプペヤッポAlright！
  - 彩り
  - あの日の君がいるから

- Hey!Say!JUMP
  - New Hope〜こんなに僕らはひとつ

- Hey!Say!7
  - やんちゃなヒーロー

- Sexy Zone
  - 風をきって
  - 君と… Milky way
  - Keep The Challenge
  - Shout!!
  - Justいましかない
  - そばにいるよ
  - だって太陽は君なんだ
  - 2020 Come on to Tokyo
  - ひとりぼっちの夜空に
  - Love Confusion
  - Real Sexy!
  - Lady ダイヤモンド

- A.B.C-Z
  - Moonlight walker
  - ペルソナ・ゲーム
  - Whippy
  - Begin again

- ジャニーズWEST
  - 逆転Winner
  - いまだ!!

- Mr.KING
  - 愛は味方さ

- なにわ男子
  - ありがとう心から

### アニメ、特撮ソング、その他
- バーニング・ラヴ（歌：いけたけし、『超獣機神ダンクーガ』エンディングテーマ）
- 秘密く・だ・さ・い（歌：宮里久美『メガゾーン23 PARTⅡ秘密く・だ・さ・い』主題歌）
- DOWNTOWN GAME（歌：GWINKO、『シティーハンター'91』オープニングテーマ）
- 勇気100%（歌：光GENJI／光GENJI SUPER5／Ya-Ya-yah／Hey! Say! JUMP／NYC／Sexy Zone／ジュニア Boys／なにわ男子、NHK『忍たま乱太郎』オープニングテーマ）
- いつだってYELL（歌：中山エミリ『忍たま乱太郎』エンディングテーマ）
- ウルトラマンパワード（歌：前田達也、『ウルトラマンパワード』オープニングテーマ）
- この宇宙のどこかに（歌：前田達也、『ウルトラマンパワード』ビデオソフト用エンディングテーマ）
- ウルトラマンネオス（歌：前田達也、『ウルトラマンネオス』イメージソング。後に作られたビデオシリーズではProject DMMによるリメイク版を主題歌として使用）
- ウルトラセブン21（歌：前田達也、『ウルトラマンネオス』キャラクター「ウルトラセブン21」イメージソング）
- Damageの甘い罠（歌：media youth、『ルパン三世 DEAD OR ALIVE』主題歌）
- IT WAS 30 YEARS AGO（歌：影山ヒロノブ、ウルトラマン生誕30周年記念曲）
- きっと明日は晴れるから（歌：河合美智子、『Bビーダマン爆外伝』オープニングテーマ）
- ウルトラマンダイナ（歌：前田達也、『ウルトラマンダイナ』オープニングテーマ）
- いまこそフラッシュ（歌：前田達也、『ウルトラマンダイナ』挿入歌）
- ミラクルの風になれ（歌：宮下文一、『ウルトラマンダイナ』挿入歌）
- ダイナの赤い輝きに（歌：石原慎一、『ウルトラマンダイナ』挿入歌）
- SHININ' ON LOVE（歌：影山ヒロノブ&前田達也、『ウルトラマンティガ&ウルトラマンダイナ 光の星の戦士たち』主題歌）
- 君の愛と僕の勇気～もう悲しみなんかない（歌：影山ヒロノブ&前田達也、『ウルトラマンティガ&ウルトラマンダイナ 光の星の戦士たち』イメージソング）
- IN YOUR HEART（歌：松本梨香 with Project DMM、『ウルトラマンネオス』エンディングテーマ）
- Be My Angel（歌：榎本温子、『機動天使エンジェリックレイヤー』オープニングテーマ）
- Spirit（歌：Project DMM、『ウルトラマンコスモス』オープニングテーマ）
- ウルトラマンコスモス〜君にできるなにか（歌：Project DMM、『ウルトラマンコスモス』エンディングテーマ／『ウルトラマンコスモス THE FIRST CONTACT／ウルトラマンコスモス2 THE BLUE PLANET』主題歌）
- 空想少年（歌：Project DMM、『新世紀ウルトラマン伝説』挿入歌）
- Fight the Future〜ウルトラマンネクサスのテーマ〜（歌：Project DMM、『ウルトラマンネクサス』イメージソング）
- ウルトラマンメビウス（歌：Project DMM with ウルトラ防衛隊、『ウルトラマンメビウス』主題歌）
- 恋かくれんぼ（歌：富田靖子、『三丁目の夕日』オープニングテーマ）
- ボクたちにあるもの（歌：朴璐美、『うえきの法則』エンディングテーマ）
- 愛においで 逢いにおいで（歌：双葉、梨々、美森（斎藤千和、水樹奈々、稲村優奈）、『吉永さん家のガーゴイル』エンディングテーマ）
- 『鋼鉄三国志』キャラクターイメージソング全9曲
- 涙一輪（歌：桃井はるこ／『瀬戸の花嫁』挿入歌）
- Dan Dan Dan（歌：SUN&LUNAR／『瀬戸の花嫁』後期エンディングテーマ）
- KI-ZU-NA〜遥かなる者へ（歌：ヒトミソラ／『我が家のお稲荷さま。』オープニングテーマ）
- 風がなにかを言おうとしている（歌：コウ（早見沙織）／『我が家のお稲荷さま。』エンディングテーマ）
- Nobody's Perfect（歌：鳴海荘吉／『仮面ライダーW』挿入歌）
- 花になろう（東松島市立鳴瀬桜華小学校校歌）[7]
- Necessary / 水樹奈々 / 『クロスアンジュ 天使と竜の輪舞』（5話挿入歌）
- それぞれの時（歌：野口五郎&高柳明音／『仮面ライダー1号』エンディングテーマ）
- 逆転Winner（歌：ジャニーズWEST／『逆転裁判 〜その「真実」、異議あり!〜』オープニングテーマ）
- 純愛カオス（歌：東京パフォーマンスドール／『逆転裁判 〜その「真実」、異議あり!〜』エンディングテーマ）
- いつも希望はここにある（佐久市立臼田小学校校歌）[8]

## 著作
- 『Friend』、CBS・ソニー出版、1987年。ISBN 	4789702936。
- 『アリスの国』、河出書房新社、1990年。ISBN 4309612512。
- 『ここは夜のどこか』、河出書房新社、1992年。ISBN 4309008062。
- 『コーラスランド : New!心のハーモニー : 中学生のための合唱曲集』、Victor、1997年。NCID BA56373764。
- 『プルシアンブルーの肖像』、多賀英典、西岡琢也、高橋かおり、玉置浩二、磯崎亜紀子（出演）。キティフィルム（編）、ファイブエース（発売）、ポニーキャニオン（販売）、2001年。NCID BB19805903。
- 『Human scramble : believing』朝比奈亜希、U-zo、Caldwell, Bobby、Randcliffe, Marsha、Shane, Debra。Avex、2003年。NCID BA63562097。
- 教芸音楽研究グループ『南風にのって』、教育芸術社〈新しい教材集・高学年用〉、2003年。NCID BB22218713。
- 『また君に恋してる』、青志社、2010年。ISBN 9784905042044。
- 椿屋四重奏、丸山正剛『Best materials』、シンコーミュージック・エンタテイメント、2011年。（バンド・スコア）、ISBN 9784401356010。

## メディア出演

### ラジオ
- シネマの星空（2019年 - 2020年、八王子エフエム）
- ここは夜のどこか（2021年1月 - 2023年9月、エフエム世田谷）
- 中村由利子のトワイライト・ミュージアム シーズン3（2021年10月 - 、八王子エフエム）

## 関連資料
- 真琴つばさ、松井五郎「宝塚スペシャル--男役の詩 「宝塚」という楽園を去る日まで--真琴つばさ(宝塚歌劇団月組)×松井五郎(作詞家)」『婦人公論』、中央公論新社、2001年3月。第86巻第6号、66-71頁。NAID 40003330522。
- 阿木燿子、松井五郎「阿木燿子の艶もたけなわ(第180回)松井五郎 作詞家 玉置浩二さんは短い曲が多く、逆に小室哲哉さんの曲は音数が多かった。」『サンデー毎日』、ISSN 0039-5234、毎日新聞出版、2017年12月3日、第96巻第61号、56-60頁。NAID 40021376256。